# LIBE Bizottság
Az Állampolgári Jogi, Bel- és Igazságügyi Bizottság, röviden LIBE Bizottság az Európai Parlament egyik állandó bizottsága, amely a polgári szabadságjogokért – beleértve az Európai Unió Alapjogi Chartájában felsorolt kisebbségi jogokat –, az igazságügyért és belügyekért felelős. Angol neve: European Parliament Committee on Civil Liberties, Justice and Home Affairs (LIBE). Jelenlegi elnöke a 2014. július 7-én megválasztott Claude Moraes, a brit indiai Munkáspárt európai parlamenti képviselője.

## Feladatai
A bizottság különösen adatvédelmi kérdésekkel; a menekültüggyel, az Európai Unióba való bevándorlással, „a közös határok integrált kezelésével”; az EU büntetőjogi jogharmonizációjával foglalkozik, beleértve a rendőrségek igazságügyi együttműködését a terrorizmus terén, miközben biztosítja a szubszidiaritás valamint az arányosság elvének tiszteletben tartását. Továbbá felügyel több európai uniós ügynökséget, beleértve a European Monitoring Centre for drugs and Drug Addictiont (Drogok és Drogfüggőség Európai Monitorozó Központja), valamint az Európai Unió Alapjogi Ügynöksége, a Europol, Eurojust, az Európai rendőrakadémia (Cepol), az Európai Ügyészségi Hivatal, és több más hasonló intézetet.
Hatásköre nem terjed ki a nemi alapú diszkriminációra, amely a Nőjogi Bizottság, illetve a Nemek Közötti Egyenlőség Bizottsága hatásköre, illetve a foglalkoztatási diszkriminációra sem, amelyet a Foglalkoztatási, és a Szociális Ügyek Bizottsága felügyel.

## Összetétele
A bizottságnak összesen 118 tagja és póttagja van.

### Elöljárók
- Claude Moraes, elnök, Szocialisták és Demokraták Progresszív Szövetsége az Európai Parlamentben képviselőcsoport, Egyesült Királyság
- Gál Kinga, alelnök, Európai Néppárt (Kereszténydemokraták) képviselőcsoport, Magyarország
- Szergej Sztanisev, alelnök, Szocialisták és Demokraták Progresszív Szövetsége az Európai Parlamentben képviselőcsoport, Bulgária
- Jan Philipp Albrecht, alelnök, Zöldek/Európai Szabad Szövetség képviselőcsoport, Németország
- Barbara Kudrycka, alelnök, Európai Néppárt (Kereszténydemokraták) képviselőcsoport, Lengyelország

### Ismertebb, ill. magyar származású tagok-póttagok
- Judith Sargentini, tag, Zöldek/Európai Szabad Szövetség képviselőcsoport, Hollandia
- Sógor Csaba, tag, Európai Néppárt (Kereszténydemokraták) képviselőcsoport, Románia
- Cécile Kyenge, tag, Szocialisták és Demokraták Progresszív Szövetsége az Európai Parlamentben képviselőcsoport, Olaszország
- Alessandra Mussolini, tag, Európai Néppárt (Kereszténydemokraták) képviselőcsoport, Olaszország
- Nagy József, tag, Európai Néppárt (Kereszténydemokraták) képviselőcsoport, Szlovákia
- Csáky Pál, póttag, Európai Néppárt (Kereszténydemokraták) képviselőcsoport, Szlovákia
- Járóka Lívia, póttag, Európai Néppárt (Kereszténydemokraták) képviselőcsoport, Magyarország
- Piri Kati, póttag, Szocialisták és Demokraták Progresszív Szövetsége az Európai Parlamentben képviselőcsoport, Hollandia

### Vitát kiváltott tag
Udo Voigt, a Német Nemzeti Demokrata Párt (NPD) egykori vezetője, aki Adolf Hitlert dicsőítette, független képviselőként 2014 júliusában csatlakozott a bizottsághoz, többek között Martin Schulz, az Európai Parlament elnöke, az Európai Zsidó Kongresszus, valamint az Európai Hálózat a Rasszizmus Ellen szikrázó felháborodásától kísérve. Jan Philipp Albrecht, a német Zöld Párt tagja, majd a bizottság alelnöke kifejezte kétségét, hogy Voigt képes lenne jelentősen befolyásolni a jogalkotási folyamatot, de elismerte, hogy „jelenléte miatt az Európai Parlamenthez sokan intéznének kérdéseket”.

## Jelentés a magyarországi állapotokról

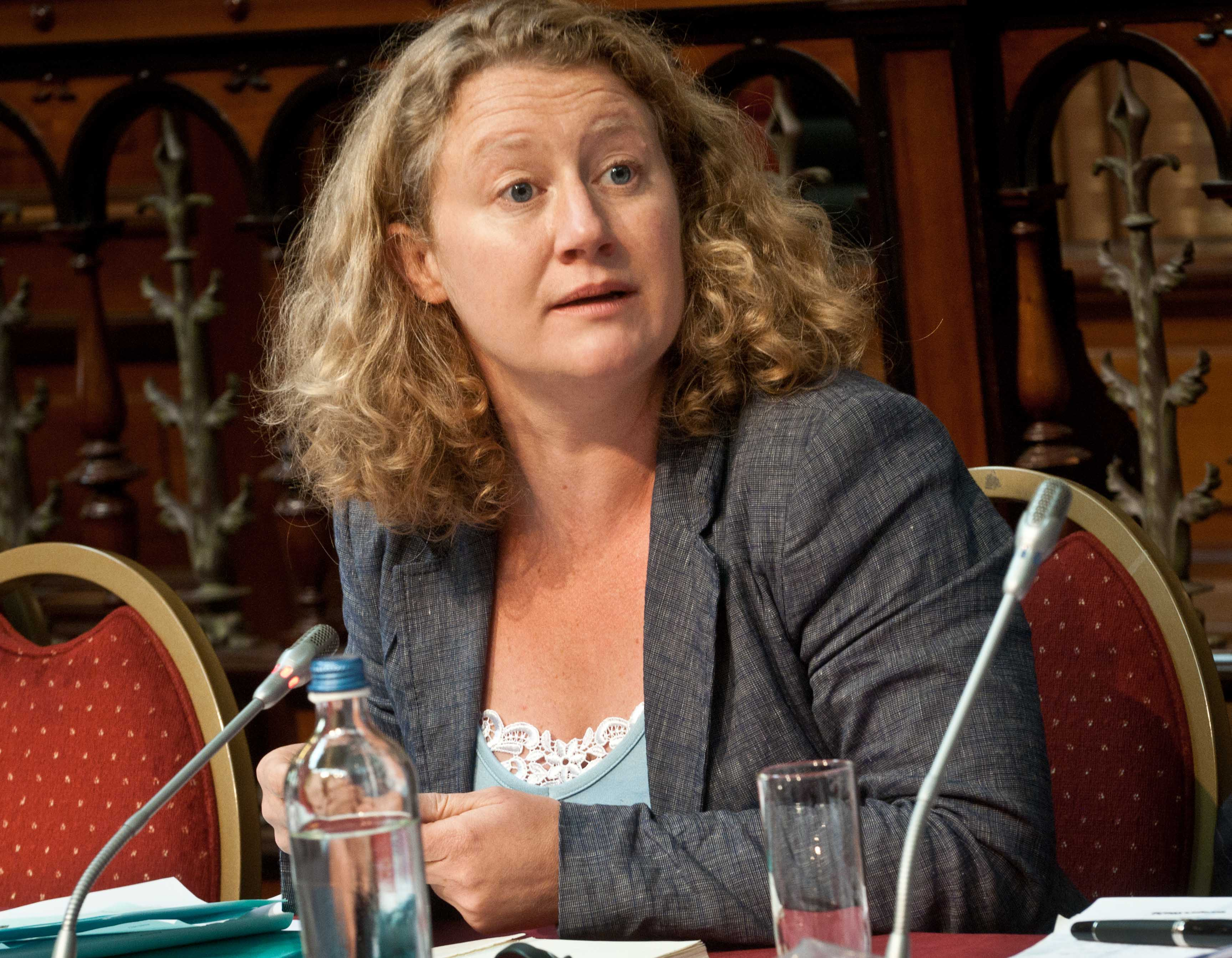
A jelentés elkészítésével megbízott Judith Sargentini

A 2010-es magyarországi országgyűlési választások után Magyarországon bekövetkezett politikai fordulat és az új alkotmány megítélésről szóló folyamatos viták során felmerült, hogy az Európai Unió közjogi szankciókat is alkalmazhat. 2017 májusában az Európai Parlament szerint Magyarországon „súlyosan romlott a jogállamiság, a demokrácia és az alapvető jogok” helyzete, ezért határozatot hozott, amelyben felszólították a magyar kormányt, hogy helyezze hatályon kívül a menedékkérőkkel és civil szervezetekkel kapcsolatos szabályokat szigorító törvényeket, állapodjon meg az amerikai hatóságokkal a CEU ügyében. A határozat azt is kimondja, hogy el kell indítani az eljárást az országgal szemben, hogy kiderüljön, fennáll-e az uniós alapértékek megsértésének kockázata, és alkalmazni kell-e az ún. „hetes cikkelyt” (azaz az ország szavazati jogának felfüggesztését). Az EP megbízta a LIBE bizottságot, hogy készítsen egy hivatalos jelentést, amely az eljárás első lépése.
A jelentés elkészítésével megbízott Judith Sargentini 2018. április 26-án beterjesztette jelentéstervezetét . Ebben a médiafüggetlenség hiányát, a civil szervezetek elleni fellépést, a felsőoktatási anomáliákat és a rasszista túlsúlyt kifogásolják, nevezetesen a cigányok és a zsidók üldözését. Szijjártó Péter magyar külgazdasági és külügyminiszter felszólalásában minősített hazugságok gyűjteményének nevezte a tervezetet. Különösen az antiszemitizmus vádjával nem értett egyet, mondván, ma Budapesten él Közép-Európa legnagyobb zsidó közössége.
A bizottsági ülés előtt az Amnesty International aktivistái Brüsszelben tüntettek a civil szervezetek iránti szolidaritásuk jeleként.
2018. június 25-én 15 órakor a Bizottság 37 igen és 19 nem ellenében, tartózkodás nélkül elfogadta a jelentést.
Az Európai Parlament képviselői szeptember 12-én 448 igen, 197 nem és 48 tartózkodás mellett a jelentést szintén elfogadták.

## Külső hivatkozások
- Hivatalos weboldal

## Fordítás
Ez a szócikk részben vagy egészben  az   European Parliament Committee on Civil Liberties, Justice and Home Affairs című angol Wikipédia-szócikk ezen változatának fordításán alapul.  Az eredeti cikk szerkesztőit annak laptörténete sorolja fel. Ez a jelzés csupán a megfogalmazás eredetét és a szerzői jogokat jelzi, nem szolgál a cikkben szereplő információk forrásmegjelöléseként.